# Rouillac (Charente)
Rouillac község Franciaország Új-Aquitania régiójában, Charente megyében. Lakosainak száma 2909 fő (2022. január 1.). Rouillac Val-d'Auge, Mons, Marcillac-Lanville, Genac-Bignac, Saint-Cybardeaux, Vaux-Rouillac, Mareuil és Neuvicq-le-Château községekkel határos.
Új községként előbb 2016. január 1-jén jött létre, amikor a korábbi Rouillac Plaizac és Sonneville korábbi községekkel egyesült, majd amikor 2019. január 1-jén Gourville korábbi községet is hozzácsatolták.

## Népesség
A település népessége az elmúlt években az alábbi módon változott:
| Lakosok száma | 2976 | 2959 | 2964 | 2940 | 2925 | 2909 |
|               | 2017 | 2018 | 2019 | 2020 | 2021 | 2022 |